# Shinobi 3D
『Shinobi 3D』は、セガから2011年11月17日に発売されたニンテンドー3DS用ゲームソフト。前作から8年ぶりにリリースされ、『新・忍伝』以来の横スクロールアクションに回帰している。音楽担当は日比野則彦。

## 登場人物
ジロー・ムサシ
建長時代から朧流忍者の若き当主。自然との親和性のある有能な天才であり、鎌倉時代の日本の皇帝に誇りを持っている。 朧忍の里からZEED忍者軍団を追い払い、他の世界の雪女を倒した後、ジローはZEED島で約800年の未来に旋風を巻き起こす。ジロー・ムサシは、ジョー・ムサシの父親である。

サラ・クリーガー大佐
ZEEDに対する抵抗の指導者。 サラは、朧の里への攻撃に巻き込まれたジローの恋人と奇妙な類似点を持つ女性です。 当初はジローの勇気を見て、彼らは仲間になり、ZEED本部に襲撃された。

シャドウマスター
ZEED軍の指導者。 常に紅のオニマスクを身に着けて、彼は影から鉄の拳でZEED島を支配する。ジロー・ムサシの生存を意識して、彼はエリート兵士を送り、彼を見つけて解任する。